# トラゥム・ライゼ
トラゥム・ライゼ (Traumreise) は、長野県上田市にある映画館。
1921年（大正10年）に上田電気館として開館し、後に上田東映電気館、上田でんき館に改称したが、2011年（平成23年）に閉館した。2020年（令和2年）にトラゥム・ライゼと改名し、コミュニティシネマとして再開館した。一時閉館した2011年時点では、上田でんき館Iが100席、上田でんき館IIが80席だった。

## 歴史

### 上田電気館/上田でんき館
上田の映画館は1917年（大正6年）開館の上田劇場（後の上田映劇）が最初であり、1919年（大正8年）開館の上田演芸館につづいて、1921年（大正10年）に上田電気館が開館した。これらは当時の地方都市には珍しい鉄筋コンクリート造の洋式映画常設館であり、数多くの映画ファンが上田に生まれた。火災で2度立て替えている。かつては国鉄上田駅前にあり、主に松竹の作品を上映していた。
| 上田市の映画館の変遷 | 上田市の映画館の変遷             |
| -------------------- | -------------------------------- |
| 1960年 （7館）       | 上田映画劇場（本町4828）         |
| 1960年 （7館）       | 上田東映電気館（本町4828）       |
| 1960年 （7館）       | 上田中央劇場（原町5780）         |
| 1960年 （7館）       | 東横映画劇場（横町4624）         |
| 1960年 （7館）       | ニューパール劇場（北天神町2055） |
| 1960年 （7館）       | 上田テアトル（馬場町4267）       |
| 1960年 （7館）       | 大屋座（神川町大屋）             |

前身館（1960年以前）に建て替える際に上田市中央1-6-13の現在地に移転し、上田東映電気館として東映作品の上映館となった。全国の映画館数がピークを迎えた1960年（昭和35年）、上田市には7館の映画館があった。
1998年（平成10年）には現行館に建てかえ、単独館から2スクリーンに増やした。「港町キネマ通り」に掲載された2009年時点では103席と82席だった。現行館は鉄筋コンクリート造であり、OMソーラーシステムを導入した省エネ型の映画館である。曲面を生かした斬新なデザインであり、上田市都市景観賞を受賞している。つたが絡まる打放しコンクリートの外観が印象的であり、「映画館というよりも小さな美術館」に見えるとされる。
2009年（平成21年）に公開された『サマーウォーズ』（細田守監督）が上田市が舞台となっており、全国各地から観客があつまった。インド映画の上映時に近くのインド料理店とタイアップしてインドの飲食物や雑貨を販売したこともあった。客層の主流は年輩者であり、学生は減少傾向にあった。
2009年時点で上田市の映画館は上田でんき館と上田映劇の2館のみであった。2011年（平成23年）4月21日にはアリオ上田にTOHOシネマズ上田が開館したことから、運営元のセム・コーポレーションは上田でんき館と上田映劇の定期上映を終了した。上田映劇は舞台があることから劇場などに転用できたが、映画専用館のでんき館は存続が見通せず、土地と建物の売却先を探していた。

### トラゥム・ライゼ
その後、上田映劇が2017年（平成29年）より定期上映を再開。2020年（令和2年）には運営者のNPO法人上田映劇が空調設備工事や劇場改装のため施設を臨時休館し、近隣の上田でんき館の設備を利用して営業することとなり、トラゥム・ライゼと改名して約9年ぶりに復活した。以降、上田映劇とトラゥム・ライゼの2館で定期上映が行われている。
旧でんき館では2スクリーンを持つ映画館であったが、再開館後は1スクリーンのみを利用している。